# Чарново (Західнопоморське воєводство)
Чарново (пол. Czarnowo) — село в Польщі, у гміні Козелиці Пижицького повіту Західнопоморського воєводства.
Населення — 114 осіб (2011).
У 1975-1998 роках село належало до Щецинського воєводства.

## Демографія
Демографічна структура станом на 31 березня 2011 року:
|          | Загалом | Допрацездатний вік | Працездатний вік | Постпрацездатний вік |
| -------- | ------- | ------------------ | ---------------- | -------------------- |
| Чоловіки | 59      | 12                 | 40               | 7                    |
| Жінки    | 55      | 11                 | 29               | 15                   |
| Разом    | 114     | 23                 | 69               | 22                   |